# ألان تايلور (مؤرخ)
ألان تايلور (بالإنجليزية: Alan Taylor)‏ هو مؤرخ أمريكي، ولد في 1955 في بورتلاند في الولايات المتحدة.